# Càrnan Eoin
Càrnan Eoin är en kulle i Storbritannien.   Den ligger i kommunen Argyll and Bute och riksdelen Skottland, i den nordvästra delen av landet, 600 km nordväst om huvudstaden London.
Terrängen runt Càrnan Eoin är platt. Havet är nära Càrnan Eoin åt nordost.